# Середняя (Забайкальский край)
Середняя — село в Нерчинско-Заводском районе Забайкальского края России. Входит в состав сельского поселения «Аргунское».

## География
Село находится в восточной части района, на левом берегу реки Аргуни, вблизи государственной границы с Китаем, на расстоянии примерно 51 километра (по прямой) к северо-востоку от села Нерчинский Завод. Абсолютная высота — 459 метров над уровнем моря.
Климат
Климат характеризуется как резко континентальный, с продолжительной морозной зимой и относительно коротким тёплым летом. Середняя температура самого тёплого месяца (июля) составляет 18 — 19 °С (абсолютный максимум — 40 °С). Середняя температура самого холодного месяца (января) — −28,9 °С (абсолютный минимум — −53 °С). Годовое количество осадков — 412—420 мм.
Часовой пояс
Село Середняя находится в часовой зоне МСК+6. Смещение применяемого времени относительно UTC составляет +9:00.

## История
Основано в 1851 году. До 1917 года в селе работали хлебозапасный магазин и поселковое правление. В 1931 году, в ходе коллективизации, был создан колхоз им. Шароглазова, переименованный в 1950 году в колхоз им. В. И. Ленина; с 1959 года — отделение совхоза «Аргунский».

## Население
| 1989 | 2002 | 2010 | 2021 |
| ---- | ---- | ---- | ---- |
| 72   | ↘50  | ↗147 | ↘136 |

Половой состав
По данным Всероссийской переписи населения 2010 года в гендерной структуре населения мужчины составляли 53,7 %, женщины — соответственно 46,3 %.
Национальный состав
Согласно результатам переписи 2002 года, в национальной структуре населения русские составляли 98 % из 50 чел.

## Инфраструктура
В селе функционируют начальная школа, дом посиделок (клуб) и фельдшерско-акушерский пункт.

## Улицы
Уличная сеть села состоит из двух улиц:
- ул. Кондратьева
- ул. Сурина